# Mierzanowice
Mierzanowice est une localité polonaise de la gmina de Wojciechowice, située dans le powiat d'Opatów en voïvodie de Sainte-Croix.

## Archéologie
Le site archéologique situé à Mierzanowice a donné son nom à la culture de Mierzanowice (en) apparue dans la région du bassin supérieur et moyen de la Vistule, au début de l'âge du bronze.